# Jakob Klar
Jakob Klar (* 23. September 1783 in Bruck, Kurpfalz-Bayern; † 12. Mai 1833 in München, Königreich Bayern) war ein bayerischer Verwaltungsjurist und Politiker, der es 1823 zur Position des 2. Bürgermeisters der Stadt München brachte (bis 1833).

## Leben
Er studierte nach dem Gymnasialabschluss 1800 am (heutigen) Wilhelmsgymnasium München Rechtswissenschaften an der Universität Landshut. Anschließend war er ab 1806 als Aktuar am Landgericht Dachau und ab 1807 am Landgericht Vilsbiburg tätig. 1814 kam er als Assessor an das Stadtgericht München. Mit der Bildung eines Gemeindeausschusses durch das Gemeindeedikt von 1818 wurde Klar in München rechtskundiger Magistratsrat. 1823 wurde er zum 2. Bürgermeister gewählt. Von 1825 bis 1832 gehörte Klar zudem der Abgeordnetenkammer der Bayerischen Ständeversammlung an. Er galt als „aktiv regierungstreu“ und war aktiv um Einwirkungen auf andere Deputierte im konservativen Sinn bemüht.
Mit nur 50 Jahren stirbt Klar nach langer schwerer Krankheit am 12. Mai 1833 in München. Gewohnt hatte Klar viele Jahre am Rindermarkt, für das Todesjahr kann eine Wohnung in der Kaufinger Straße 24 ausgemacht werden. Bereits 1820 verstarb seine Gattin, mit der er eine Tochter und zwei Söhne hatte.
Seinem mit großer Feierlichkeit ausgestatteten Leichenzug folgten unzählige seiner Freunde, Verehrer und Ergebene, um dem Dahingeschiedenen Trauer, Achtung und Liebe zu bezeigen. Südfriedhof, alter Gottesacker Mauer rechts 181 und 182 (Grabplatte). Am Grabdenkmal ist in lateinischer Schrift zu lesen; Virtutem non unica pagina claudit .."seine Tugenden können nicht auf nur einer Seite aufgezählt werden" (..., "sie passen nicht auf ein einzelnes Blatt.")

## Ehrungen
Am 29. Oktober 1924 wurde im Münchner Stadtteil Schwabing die Jakob-Klar-Straße nach ihm benannt.